# Marston Moor (Bennett )
Marston Moor – ballada Williama Coxa Bennetta (1820–1895), opowiadająca o bitwie pod Marston Moor, która rozegrała się w czasie angielskiej wojny domowej 2 lipca 1644. Utwór składa się z trzynastu zwrotek z ośmiowersowych z refrenami Praise we the Lord! i To the Lord our God be glory!.

God gave them to drink of pride, we knew,
Praise we the Lord!
That his saints his wrath on their hosts might do;
Praise we the Lord!
He bade us flee, that they might pursue:
So from trench and leaguer straight off we drew,
But we halted on Marston Moor anew;
To the Lord our God be glory!